# Batophila nepalica
Batophila nepalica es un coleóptero de la familia Chrysomelidae. Fue descrita en 2003 por Doeberl.